# Планкенштайн (замок)
Планкенштайн (нем. Burg Plankenstein) — средневековый замок, расположенный к северу от одноимённой деревни, в коммуне Тексингталь в округе Мельк в земле Нижняя Австрия. Комплекс впервые упоминается в документах в 1186 году. Принадлежал роду фон Планкенштайн, который получил окрестные земли как феод от графов фон Пайльштайн. Название замка в переводе со старонемецкого означает «Белый камень». По своему типу относится к замкам на вершине.

## История

### Ранний период
Сведений о ранней истории замка сохранилось не очень много. Впервые он упоминается как укреплённая усадьба в документах за 1186 год. Тогда графы фон Пальштайн выделили окружающую местность в качестве феодального владения для рыцарской семьи, которая приняла фамилию фон Планкенштайн. Продолжительное время этот род оставался в вассальном положении от графов. Однако постепенно влияние семьи фон Планкеншатйн возросло и в XV веке они смогли стать полноправными собственниками резиденции. К тому времени на месте нынешнего сооружения уже существовала внушительная каменная крепость.
Панкрац фон Планкенштайн владел, среди прочего, ещё несколькими замками:  Пайльштайн, Фрейенштайн и Зассендорф. Он имел право на ростовщические операции в городе Вейтра и был управляющим Пёхларна. Панкрац фон Планкенштайн обладал серьёзными финансовыми ресурсами. Он провёл серьёзный ремонт стен и башен в 1453 году. В ходе реконструкции укрепления были модернизированы. Однако сам владелец не использовал родовой замок как жилую резиденцию.

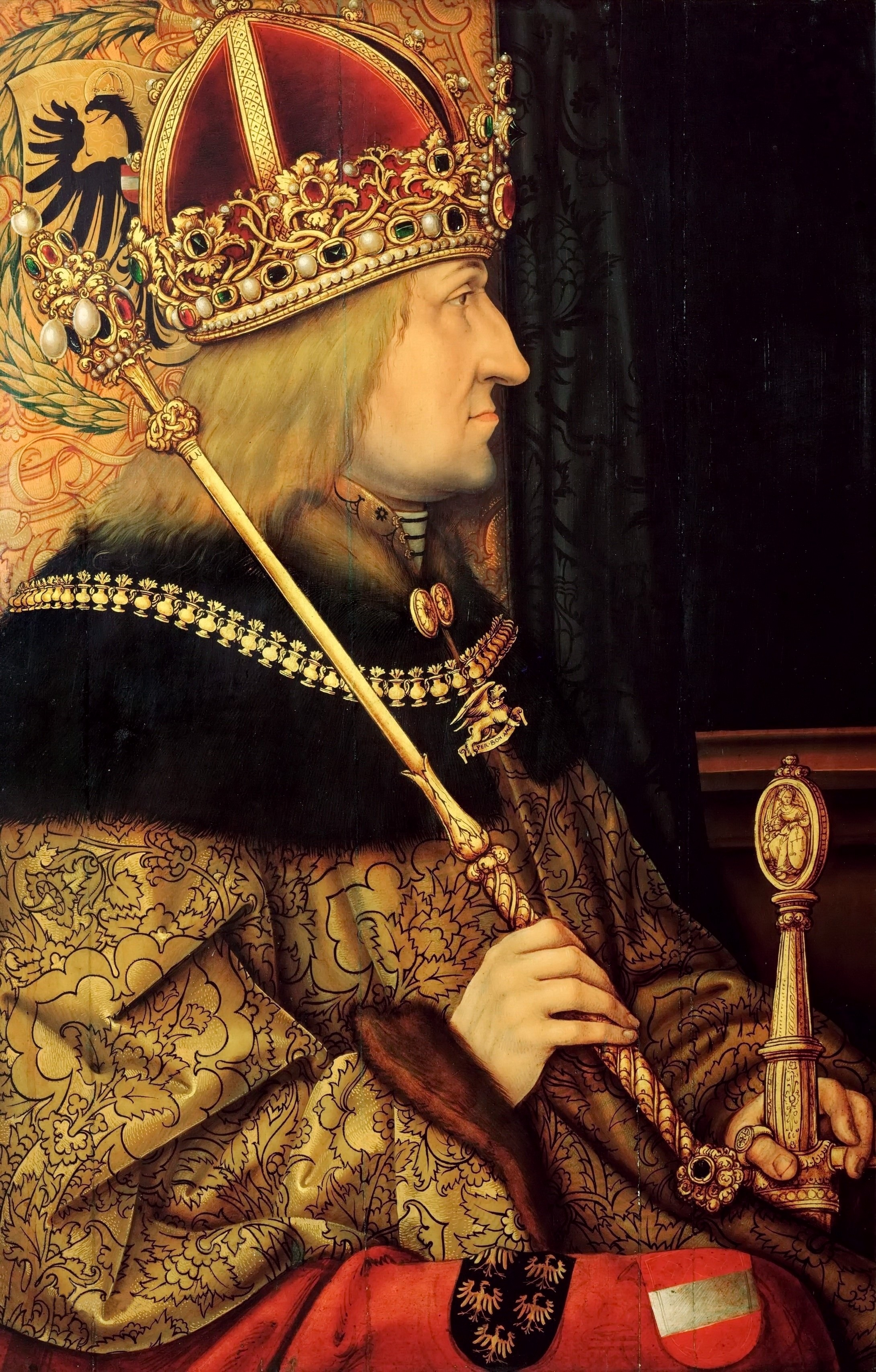
Император Фридриха III

В конфликте императора Фридриха III и герцога Альбрехта VI Панкрац фон Планкенштайн предпочёл занять сторону первого. Вскоре император вышел победителем из этого противостояния и смог заключить выгодное мирное соглашение. В итоге влияние и богатство Панкраца фон Планкенштайна ещё больше выросло.

### XVI-XVIII века
Обретя высокое положение среди австрийской знати, представители рода фон Планкенштайн предпочитали проживать в более комфортабельных резиденциях, чем не очень уютный родовой замок. Вскоре крепость потеряла прежнее значение и была выставлена на продажу. Без должного ухода укрепления стали ветшать.
В 1683 году окрестные территории подверглись нападению крупного отряда турецкой армии. Османы разоряли и сжигали селения. Около 1500 крестьян и обывателей укрылись во время этого вторжения за стенами замка. Крепость находилась в осаде около трех недель. Вскоре на помощь осаждённым прибыла имперская кавалерия и турки поспешно отступили.

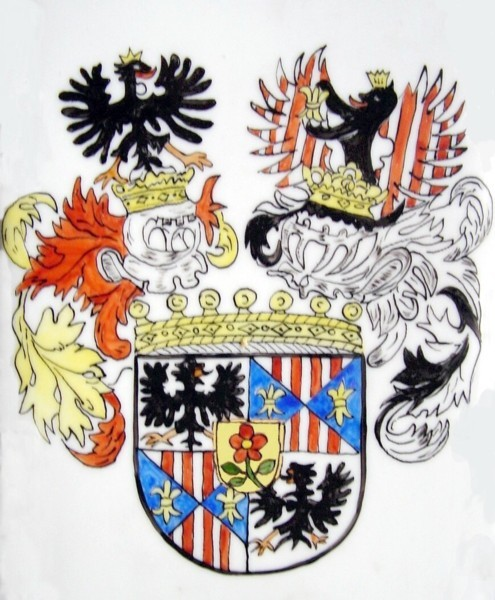
Герб рода фон Тинти

Собственники Планкенштайна менялись неоднократно, но серьёзного ремонта не производилось. Наконец старинную твердыню в 1713 году приобрела семья фон Тинти. Бартоломеус фон Тинти полюбил замок и привёл его в порядок. Снаружи по его распоряжению были разбиты сады и парк. Позднее, в 1763 году, он выкупил у прежних собственников ещё и крепость Шаллабург. Бартоломеус любил уедиение. Планкенштайн хорошо подходил для этой роли. В замке в 1799 году новый владелец скончался в возрасте 96 лет.

### XIX век
После 1800 года представители семьи фон Тинти предпочитали для постоянного проживания другие здания, в частности, более комфортабельный и представительный Шаллабурге. Планкенштайн оказался фактически заброшен. Местные жители стали наведываться в неохраняемое сооружение, растаскивая всё ценное. Начался период продолжительного упадка. В одном из сообщений середины XIX века рассказывается: «Планкенштайн, который в начале столетия ещё был хорошо сохранившимся замком, постепенно лишился не тольк своей обстановки, но даже окон и дверей. Ветер и непогода сыграли свою роль в ослаблении конструкций. В бывших покоях крыши просели и протекали, а стены разрушались. Всего за несколько десятилетий замок превратился в руины».
С каждым годом всё труднее было приступить к ремонту Планкенштайн, потому что самый минимальный объём необходимых работ требовал непропорционально высоких затрат. Спасением от полного разрушения стало одно необычное обстоятельство. При замке продолжали действовать церковь и школа. Здесь же располагались апартаменты местного священника и школьного учителя. В результате Планкенштайн продолжал оставаться под присмотром.

### XX век
В 1939 году финансовое положение представителей семьи фон Тинти находилось в самом плачевном состоянии. Потомки знатного рода были обремененены огромными долгами и оказались вынуждены избавиться от недвижимости, включая замки Планкенштайн и Шаллабург. Новым собственником обеих резиденций стала аристократическая семья фон Нагель-Дорник из Вестфалии. Потомки этого рода до сих пор владеют несколькими дворцами и замками в Австрии и Германии, в том числе, замком Форнхольц.
После завершения Второй мировой войны собственность семьи фон Нагель-Дорник в Австрии была экспроприирована советской оккупационной администрацией под предлогом того, что аристократы сотрудничали с нацистами. Однако после того, как части Красной Армии покинули Австрию, положение изменилось. В 1955 году Планкенштайн был возвращён в частную собственность семье фон Нагель-Дорник. Однако замок Шаллабург перешёл под контроль властей земли Нижняя Австрия (прежним владельцам заплатили компенсацию).
Ещё в 1952 году в замке Планкенштайн прекратились церковные службы. С той поры сооружение вновь оказалось необитаемым.
Замок стал все более ветшать. Ему грозило полное разрушение, а средств на ремонт представители семьи фон Нагель-Дорник так и не смогли найти. В итоге было принято решение о продаже комплекса. Новым хозяином Планкенштайна в 1975 году стал архитектор Ганс-Петер Тримбахер. Вскоре начался столь необходимый ремонт.
Новый собственник очень ответственно отнёсся к вопросам реставрации. Он стремился сохранить максимальную аутентичность сооружения и привлекал к работам опытных профессионалов. Вскоре Тримбахеру удалось добротно починить главную крышу. Тем самым получили надёжную защиту стены, сложенные из известняковых блоков. В сумме Тримбахер вложил в ремонт и реконструкцию не менее 15 миллионов австрийских шиллингов из личных и привлечённых средств.
К концу XX века основные работы завершились. В замке проводились экскурсии, выставки и культурно-массовые мероприятия. Одновременно в Планкенштайне действовал отель с 40 отдельными номерами и ресторан.

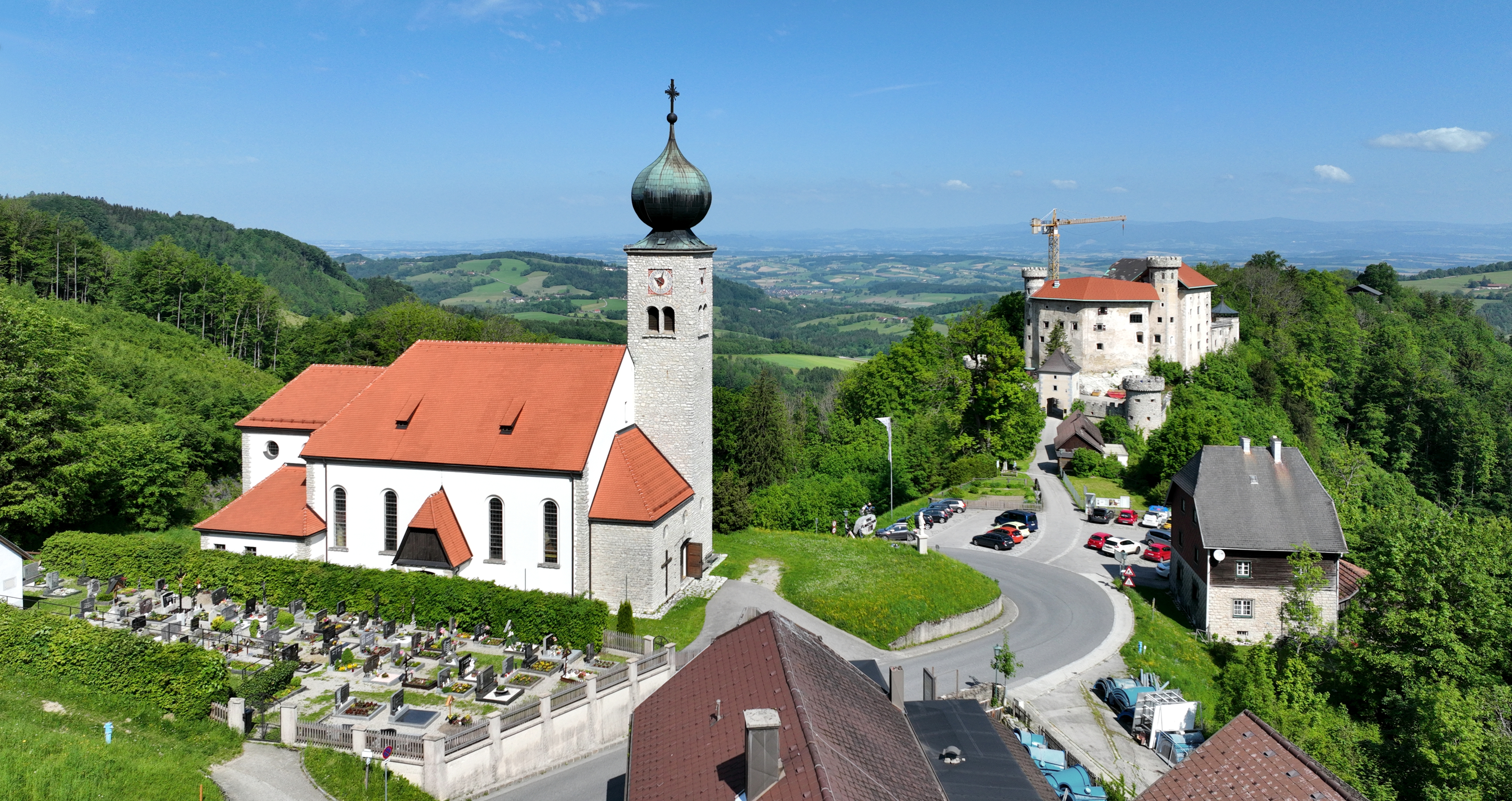
Деревня Планкенштайн (деревня) и замок

### XXI век
В 2008 году замок был выставлен на продажу за 1,45 миллиона евро. Через четыре года Планкенштайн приобрёл предприниматель из Вены Эрих Подстатный. В интервью он рассказывал, что, став хозяином средневековой крепости, осуществил мечту своего детства.
Новый владелец вложил серьёзные средства в модернизацию замка. Номера качественно отремонтировали, а также оснастили современной сантехникой и дорогими бытовыми приборами. Каждое из помещений было отделано в индивидуальном стиле. В номерах разместили много антикварных предметов из личной коллекции Эриха Подстатного.

## Современное использование
В настоящее время Планкенштайн функционирует в первую очередь как респектабельная гостиница. К услугам постояльцев разные номер с непохожими интерьерами. Часть помещений напоминает настоящий средневековый замок.
Для проведения семинаров, встреч и торжеств предусмотрено несколько просторных и специально оборудованных помещений. Для проведения свадеб может использоваться бывшая замковая капелла. Замок популярен среди туристов, которые путешествуют по Австрии.

## В массовой культуре
- Планкенштайн показан в цикле документальных фильмов «Старые замки Нижней Австрии и их новые хозяева» (Alte Burgen und ihre neuen Herren in Niederösterreich). Автор сценария и режиссёр: Барбара Бальдауф. Премьера состоялась 6 мая 2018 года на телеканале ORF 2.

## Описание замка
Замок расположен на высоте около 700 м над уровнем моря и построен на скалистом горном отроге. Единственный вход возможен через южные ворота. Раньше внутрь можно было попасть по разводному мосту. Внешние стены возведены по краю скалистого обрыва.
Комплекс состоит из двух частей: Верхнего замка (цитадели) и Нижнего замка (форбурга). В северной части находилась трёхэтажная жилая резиденция, в южной — склады, конюшни, кузница и другие хозяйственные постройки.

## Галерея

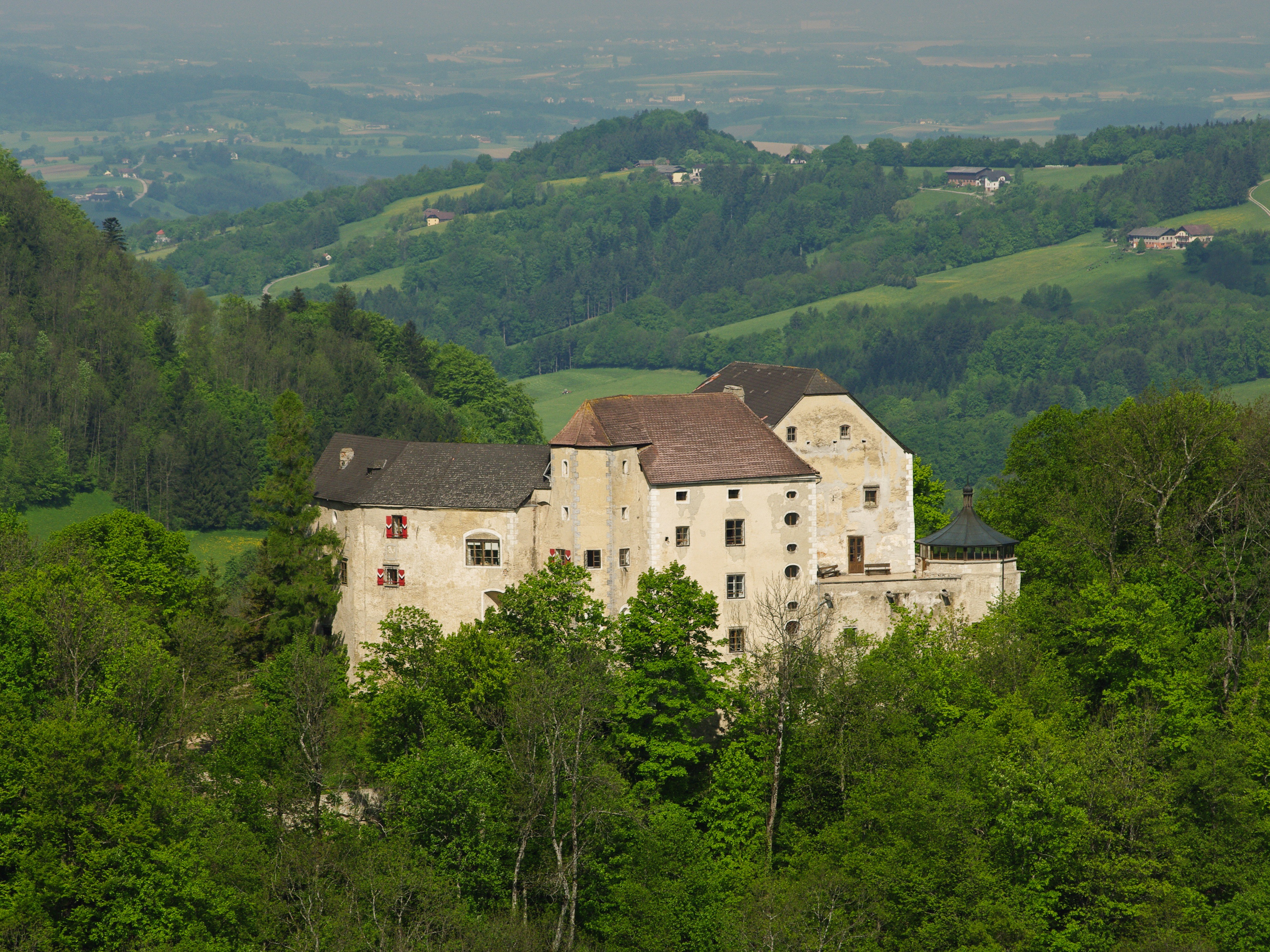
Замок с северо-восточной стороны
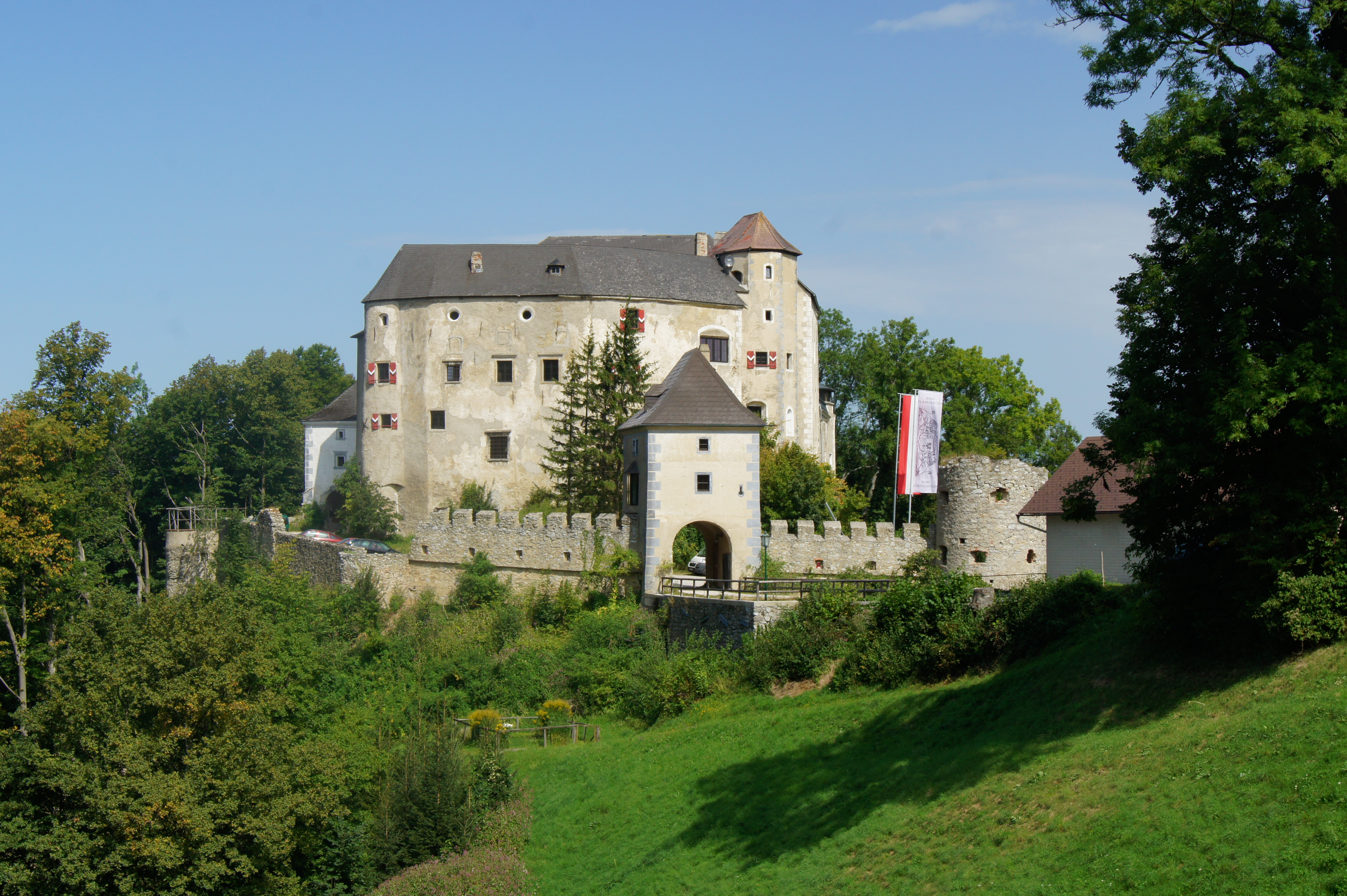
Вид замка с юго-западной стороны
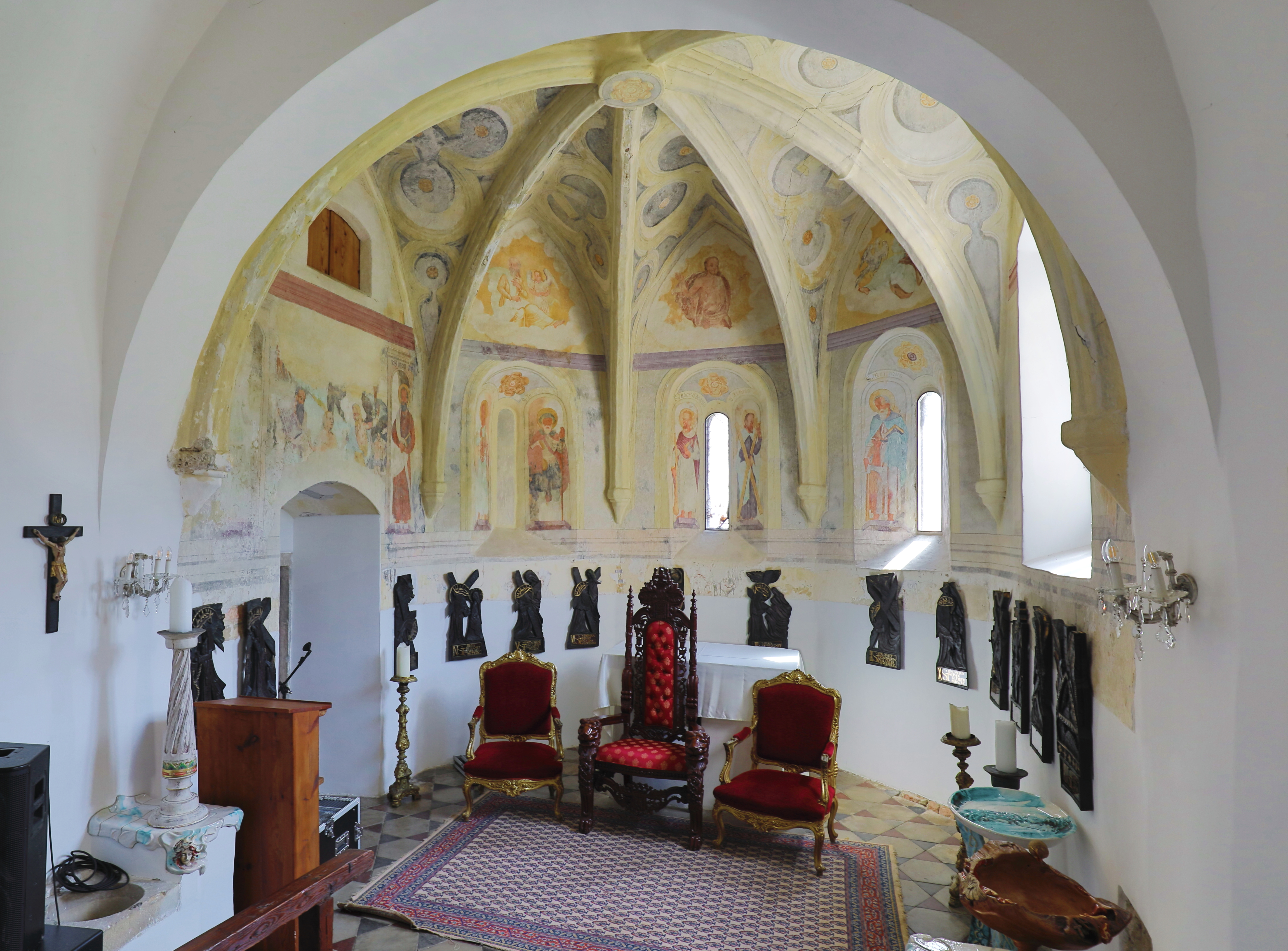
Внутри замковой капеллы
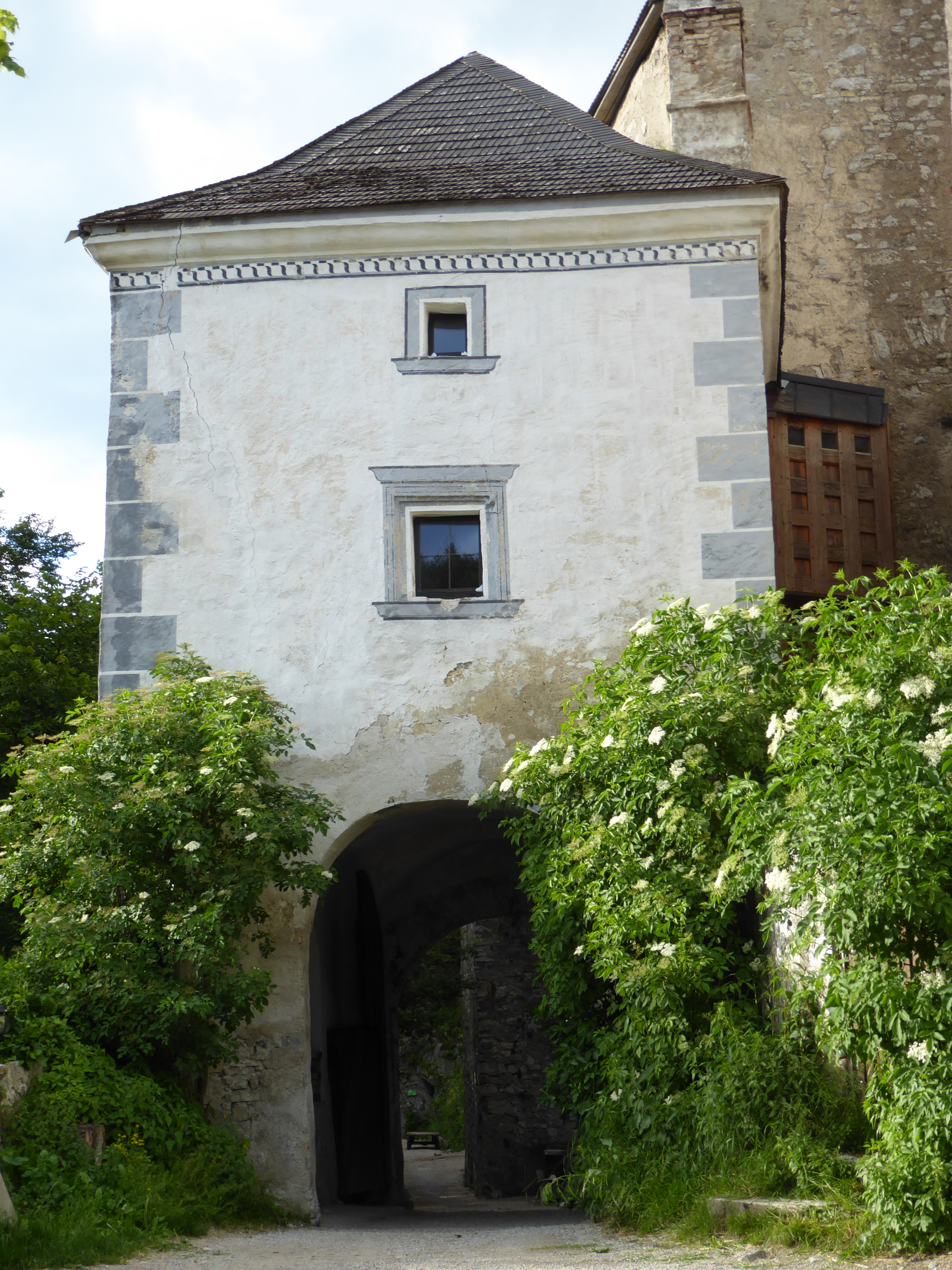
Главные ворота замка
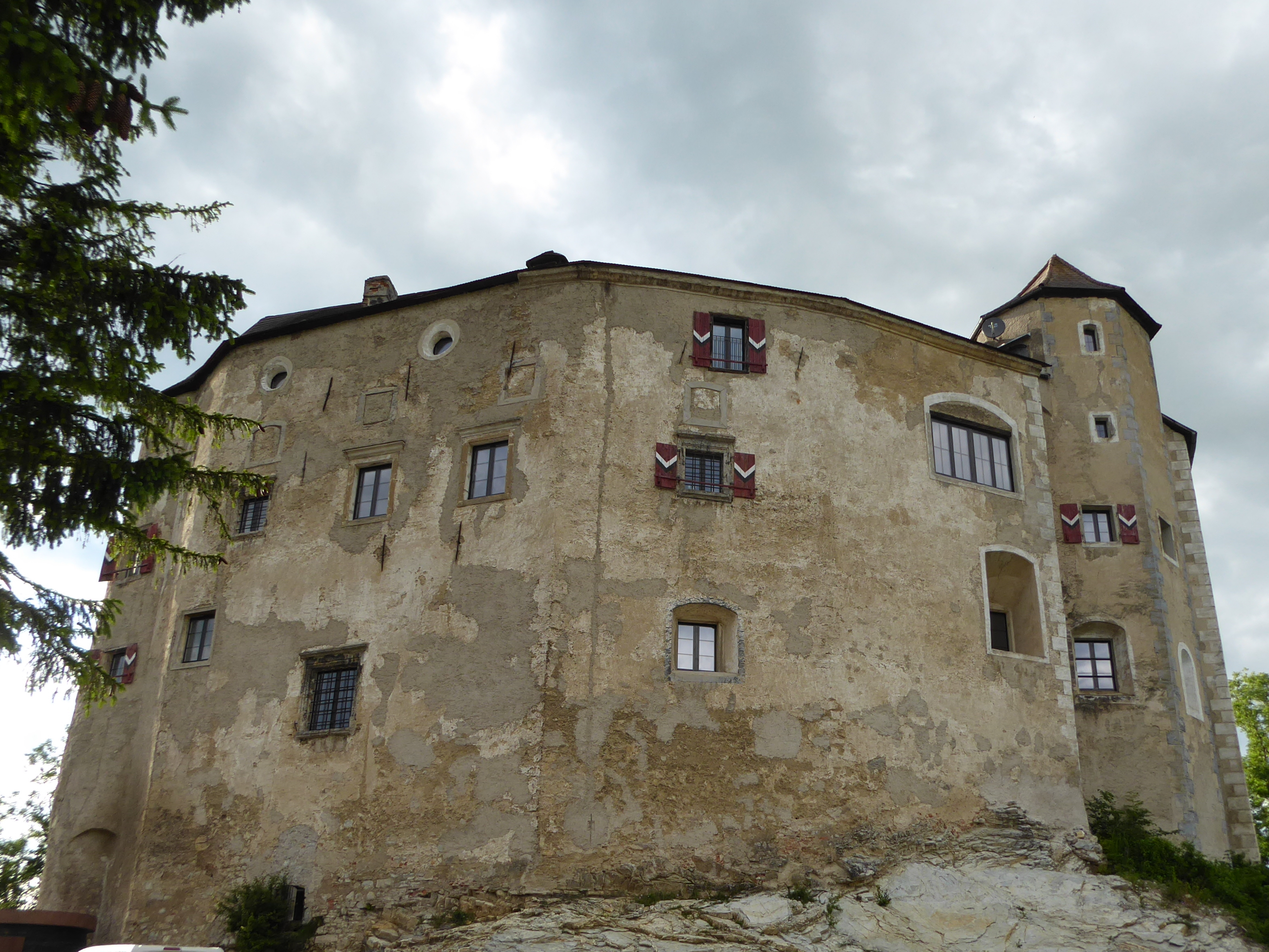
Южный фасад цитадели